# Publius Rutilius Lupus (Prätor)
Publius Rutilius Lupus war ein römischer Politiker. Er war vermutlich ein Sohn des gleichnamigen Konsuls im Jahre 90 v. Chr.
Publius Rutilius Lupus trat am 10. Dezember 57 v. Chr. das Volkstribunat an. Gleich zu Beginn seiner Amtszeit stellte er sich in Opposition zu Caesar auf die Seite des Pompeius. Noch im Dezember 57 v. Chr. kritisierte er Caesars Landverteilungsgesetz. Auf der Senatssitzung vom 14. Januar 56 v. Chr. brachte er durch den Konsular Lucius Volcacius Tullus den Antrag ein, dass der im römischen Exil lebende ptolemäische König Ptolemaios XII. Neos Dionysos von Pompeius (statt Caesar) nach Ägypten zurückgeführt werden sollte.
Im Jahr 49 v. Chr. war Publius Rutilius Lupus Prätor. In diesem Jahr brach der Bürgerkrieg aus, nachdem Caesar mit seinen Truppen das italische Mutterland betreten hatte. Rutilius Lupus verließ mit Pompeius und den übrigen Magistraten Rom, ließ sich aber mit drei Kohorten in Tarracina stationieren, in der Nähe von Rom. Mitte Februar befahl ihm Pompeius, sich nach Apulien zurückzuziehen und dort mit der Hauptstreitmacht zusammenzutreffen. Da aber Caesars Truppen bereits auf dem Vormarsch gegen Tarracina waren, desertierten die Truppen des Rutilius Lupus, bevor er den Befehl ausführen konnte. Nach dem Zeugnis Ciceros nahm Rutilius Lupus seit Anfang März wieder seine prätorischen Amtsgeschäfte in Rom wahr. Im nächsten Jahr wurde er von Pompeius, dem er nach Griechenland gefolgt war, zum Proprätor der Provinz ernannt und mit Befestigungsarbeiten am Isthmus von Korinth beauftragt.
Der weitere Lebensweg des Publius Rutilius Lupus ist unbekannt.